# Michaelisbruch
Michaelisbruch ist ein Gemeindeteil der amtsangehörigen Gemeinde Dreetz im Landkreis Ostprignitz-Ruppin in Brandenburg. Die Verwaltungsgeschäfte der Gemeinde Dreetz werden vom Amt Neustadt (Dosse) getätigt.

## Geografie
Michaelisbruch befindet sich etwa 2,3 Kilometer südöstlich des Ortskerns von Friesack. Rund fünf Kilometer nordwestlich von Michaelisbruch liegt der Ortskern von Dreetz. Südwestlich von Michaelisbruch liegt Bartschendorf und im Osten Zootzen.
Am Ort verläuft der Rhinkanal. Bei Michaelisbruch verläuft die B5 und die Landesstraße 141. Michaelisbruch ist umgeben von landwirtschaftlich genutzten Flächen, entlang der Ufer des Rhinkanals erstreckt sich ein Waldgebiet.

## Geschichte
Michaelisbruch entstand aus einer kleinen Moorkolonie. Sie wurde im Zuge der Urbarmachung eines Teiles des Neustädtischen Bruchs in den Jahren von 1774 bis 1776 angelegt, der in der Feldmark des Dorfes Dreetz lag. Sie wurde nach einem Geheimrat namens Michaelis benannt. Ende der 1780er Jahre wurde ein Schulhaus gebaut, ein Hinweis auf das Wachstum der Kolonie.
1937 entstand im Ort ein Mustergut, welches zur Planung neuer Anbaumethoden im Zweiten Weltkrieg genutzt wurde. Nach der deutschen Teilung entstanden hier die ersten Wohnhäuser für Familien und ein Konsum-Markt. Der Ort wurde durch seine 1973 errichtete Brücke bekannt, welche das Hauptobjekt im deutschsprachigen Film Karlemanns Brücke darstellte. Am 1. April 1973 wurde Michaelisbruch in die Nachbargemeinde Dreetz eingegliedert. Nach der Wiedervereinigung wurde der Konsum abgerissen, und mehrere Familien verließen den Ort. Heute gibt es im Ort einen Pferdezuchtbetrieb, der im Jahr mehrere kleine Reitturniere ausrichtet.
Michaelisbruch wird von Dreetz mitverwaltet und vom dortigen Gemeinderat vertreten.